# Helmut Heißenbüttel
Helmut Heißenbüttel (Rüstringen, 1921. június 21. – Glückstadt 1996. szeptember 19.) német író, kritikus, esszéíró. 1969-ben Büchner-díjjal tüntették ki.

## Élete
Helmut Heißenbüttel Wilhelmshavenben nőtt fel, majd családjával 1932-ben Papenburgba költöztek. 1941-ben súlyosan megsebesült a német hadsereg oroszországi hadjáratán, ezért bal karját amputálni kellett. A második világháború után Drezdában, Lipcsében és Hamburgban tanult építészetet, germanisztikát és művészettörténetet. Tanulmányai után eleinte Hamburgban volt lektor, majd 1959-től 1981-ig a Délnémet Rádió stuttgarti stúdiójában volt a „Radio-Essay” programigazgatója. 1981-től haláláig már csak írással foglalkozott. Tagja volt a Gruppe 47-nek, a darmstadti székhelyű Német Akadémia a Nyelvért és a Költészetértben (Deutsche Akademie für Sprache und Dichtung), és a berlini Művészeti Akadémiában (Akademie der Künste). Helmut Heißenbüttel hosszú betegség után 1996-ban hunyt el Glückstadtban.

## Munkássága
Helmut Heißenbüttel olyan irodalom mellett szállt síkra, amelynek a szövege kizárólag idézetekből áll, és nem az író fantáziájának szüleménye. Az egyén fogalma az elmúlt századok, de különösképpen a 20. század során olyannyira átalakult, hogy valós önállóságát már rég elvesztette. Nem létezhet olyan emberi tudat, amely egy ilyen fokon összetett valóságot rendezni tudna. Az egyén több tudati magra esik szét (individuelle Kerne), és ezek Heißenbüttel szerint mindenekelőtt nyelvi természetűek. Munkásságának középpontjában (de szintúgy kritikáiban és esszéiben) a nyelv alapvetői problémái álltak.

## Művei
- Kombinationen. Bechtle, Esslingen, 1954
- Topographien. Esslingen, 1956
- Textbuch 1. Walter, Olten-Freiburg i.Br., 1960
- Textbuch 2., 1961
- Textbuch 3., 1962
- Textbuch 4., 1964
- Textbuch 5., 3x13 mehr oder weniger Geschichten, 1965
- Textbuch 6. Neue Abhandlungen über den menschlichen Verstand. Luchterhand, Neuwied-Berlin, 1967
- Das Textbuch. Leicht veränderte Gesamtausgabe der Textbücher. Walter + Luchterhand, Berlin, 1970
- Textbücher 1-6. Neue Gesamtausg. Klett-Cotta, Stuttgart, 1980, ISBN 3-12-903450-1
- Projekt Nr. 1. D'Alemberts Ende. Luchterhand, Berlin 1970. (Második kiadás, Ullstein, Ffm-Berlin-Wien, 1981, ISBN 3-548-39025-0) (Harmadik kiadás, Klett-Cotta, Stuttgart, 1988, ISBN 3-608-95609-3
- Das Durchhauen des Kohlhaupts. Gelegenheitsgedichte und Klappentexte. Projekt Nr. 2. Luchterhand, Darmstadt-Neuwied 1973, ISBN 3-472-86381-1 (Második kiadás Stuttgart, 1989, ISBN 3-608-95689-1)
- Eichendorffs Untergang und andere Märchen. Klett-Cotta, Stuttgart, 1978
- Wenn Adolf Hitler den Krieg nicht gewonnen hätte. Historische Novellen und wahre Begebenheiten. Projekt 3/2. Stuttgart, 1979, ISBN 3-12-903580-X
- Das Ende der Alternative. Einfache Geschichten. Projekt 3/3., 1980, ISBN 3-12-903610-5
- Die goldene Kuppel des Comes Arbogast oder Lichtenberg in Hamburg. Fast eine einfache Geschichte. Weihnachtsgabe des Klett-Cotta-Verl. Klett, Stuttgart, 1979, ISBN 3-12-903600-8
- Ödipuskomplex made in Germany. Gelegenheitsgedichte Totentage Landschaften 1965-80. Stuttgart, 1981, ISBN 3-12-903590-7
- Textbuch 8. 1981-85. Stuttgart, 1985
- Textbuch 9. 3x13x13 Sätze 1981-84. Stuttgart, 1986
- Textbuch 10. Von Liebeskunst. 1986 (and. Version m. Zeichnungen v. A. Sandig, 1985), ISBN 3-921743-30-3
- Textbuch 11. In gereinigter Sprache, 1987
- "Neue Blicke durch die alten Löcher". Essays über Georg Christoph Lichtenberg. Wallstein, Göttingen, 2007, ISBN 978-3-8353-0130-6
- Über Benjamin. Suhrkamp, Frankfurt am Main, 2008, ISBN 978-3-518-22430-4

 Antológiák:
- Franz-Ottokar Mürbekapsels Glück und Ende. Erzählungen. Volk+Welt, Berlin 1983, Stuttgart, 1985, ISBN 3-608-95305-1
- Den Blick öffnen auf das, was offen bleibt. Lesebuch. dtv, München, 1986, ISBN 3-423-10579-8
- Das Sagbare sagen. Auswahl von Hubert Arbogast. Stuttgart, 1998, ISBN 3-608-93428-6

Hanghordozók
- Begegnung mit Gedichten. Polyglotte, München (nincs dátum)
- 16 Texte. Edition S Press, Hattingen Blankenstein, 1971
- Max unmittelbar vor dem Einschlafen. Deutsche Grammophon/Luchterhand, Hamburg-Neuwied, 1973
- Texte und Gelegenheitsgedichte. Klett-Cotta, Stuttgart, 1978
- Texte und Gedichte. Klett-Cotta, Stuttgart, 1988